# Mauricio Figueroa
Mauricio Figueroa Restrepo (Medellín, 12 de diciembre de 1949) es un actor y presentador de televisión colombiano, con una amplia trayectoria que inició a comienzos de la década de 1970.

## Carrera
Nació el 12 de diciembre de 1949 en la ciudad de Medellín y en su juventud se trasladó a la ciudad de Bogotá para iniciar una carrera en la actuación. Tras desempeñarse por algún tiempo como modelo de pasarela en el fue el primer colombiano en ser modelo, pues Mauricio Figueroa debutó en la televisión colombiana interpretando un pequeño rol en la serie La ciudad grita. A partir de ese momento se integró a un elenco de una gran cantidad de producciones colombianas de las que destacan Lejos del nido, La María, El Alférez Real y Memorias fantásticas.
En 1979 protagonizó la telenovela Piel de zapa junto a la actriz Delfina Guido.
En la década de 1980 su participación en la televisión de su país fue más escasa, apareciendo en producciones como La espada de papel, Mi sangre aunque plebeya y Los dueños del poder. Más tarde se mudó a los Estados Unidos, en donde se desempeñó como presentador de eventos y profesor de modelaje, regresando a Colombia a finales de la década de 1990 para dedicarse inicialmente al teatro.
A comienzos de la década de 2000 el actor se convirtió de nuevo en una cara habitual en las producciones de televisión colombianas, integrando el elenco de series y telenovelas como Francisco el matemático, Pobre Pablo, La caponera, La baby sister y La lectora, además de desempeñarse como conductor en algunos programas de variedades.
En 2008 hizo parte del reparto de La Dama de Troya, telenovela transmitida por RCN Televisión. 
En la década de 2010 ha aparecido en populares series de televisión como Escobar, el patrón del mal, Tres Caínes y la nueva versión de Francisco el Matemático.
En 2017 se integró al elenco de la película Armero bajo la dirección de Christian Mantilla.

## Filmografía

### Televisión
| Año       | Título                                 | Personaje                     | Canal              |
| --------- | -------------------------------------- | ----------------------------- | ------------------ |
| 1973      | Caminos de gloria                      |                               | Cadena Dos         |
| 1976      | Recordarás mi nombre                   |                               | Cadena Uno         |
| 1977      | Un Largo Camino                        |                               | Cadena Uno         |
| 1978-1979 | Manuelita Sáenz                        |                               | Cadena Dos         |
| 1979      | Piel de zapa                           |                               | Cadena Dos         |
| 1980      | Rasputín                               |                               | Cadena Dos         |
| 1980-1981 | Bolívar, el hombre de las dificultades | Mariano Montilla              | Cadena Uno         |
| 1983      | Contra viento y marea, Rafael Núñez    | Ricardo Gaitán Obeso          | Cadena Uno         |
| 1985      | La Cautiva                             |                               | Cadena Dos         |
| 1985-1986 | Tuyo es mi corazón                     | Mauro Alboreto                | Cadena Uno         |
| 1986      | La Espada de Papel                     |                               | Cadena Dos         |
| 1987-1988 | Destino                                |                               | Cadena Dos         |
| 1987-1988 | Mi sangre aunque plebeya               |                               | Cadena Dos         |
| 1989      | Los dueños del poder                   |                               | Cadena Dos         |
| 1996-1997 | Otra en mi                             | Julián                        | Cadena Uno         |
| 1998      | Comuna Sur                             |                               | Cadena Uno         |
| 1998-1999 | Tan cerca y tan lejos                  |                               | Canal RCN          |
| 1999-2000 | La Caponera                            | Don Sebastián                 | Caracol Televisión |
| 1999-2004 | Francisco el Matemático                | Don Ezequiel Cuervo Contreras | Canal RCN          |
| 2000-2001 | La baby sister                         | Omar "El Iluminado"           | Caracol Televisión |
| 2000-2002 | Pobre Pablo                            | Coronel Arturo                | Canal RCN          |
| 2002-2003 | La lectora                             | Luis Velásquez                | Canal RCN          |
| 2005      | Casados con Hijos                      | Hércules Barón Ep: No hembras | Caracol Televisión |
| 2006-2007 | Hasta que la plata nos separe          | Doctor                        |                    |
| 2006-2008 | En los tacones de Eva                  | Plinio Prada Serrano          | Canal RCN          |
| 2008-2009 | La dama de Troya                       | Fabián Fontalvo               | Canal RCN          |
| 2010      | Salvador de mujeres                    | Pedro                         | Venevisión         |
| 2012      | Escobar, el patrón del mal             | Coronel Oswaldo Quitana       | Caracol Televisión |
| 2013      | Tres Caínes                            | Empresario del Valle          | Canal RCN          |
| 2014      | La playita                             | Don Tirso, Esporádic          | Canal RCN          |
| 2015      | Diomedes, el cacique de la Junta       | Gabriel Muñoz                 | Canal RCN          |
| 2017      | Francisco el Matemático: Clase 2017    | Don Ezequiel Cuervo Contreras | Canal RCN          |
| 2018-2019 | Loquito por tí                         | Gerardo                       | Caracol Televisión |
| 2019      | La Cuadra                              | Antonio De Jesús              | Teleantioquia      |
| 2019      | Más allá del Tiempo                    | Alejandro Echavarría          | Teleantioquia      |
| 2019      | La Primípara                           | Senador "Pluma Blanca"        | Teleantioquia      |
| 2020      | Perdida                                | Funcionario                   | Antena 3           |
| 2020      | La Venganza de Analía                  | Manuel José de la Torre       | Caracol Televisión |
| 2021      | Arenas                                 |                               | Teleantioquia      |
| 2025      | La casa de los famosos Colombia        | El mismo/participante         | Canal RCN          |

### Cine
- Las cuatro edades del amor (1980)
- Armero (2017)